# 青島左門
青島 左門（あおしま さもん 1980年-）は、日本の現代美術家。彫刻家。
静岡県浜松市生まれ。父は洋画家の青島三郎（1937-2001）。

## 概要
1999〜2002年に大野一雄、大野慶人に舞踏を習う。彫刻、絵画、コンセプチュアル・アート、インスタレーションなどのファインアートの領域だけでなく、絵本や、舞台美術など、ジャンルを自由に行き来して活動する。
文明と自然の関係性を探求する。代表作に石彫による「葉っぱ」がある。
アーティストとして福祉的な視点での活動も行い、東日本大震災ではブログによって、被災地にマスクを送るための支援をするプロジェクトを行う。
現代美術的である絵本を製作し、若山美術館で、絵本による展覧会が開催される。
国立天文台のアーティスト・イン・レジデンスに参加する。星間物質に生命の基となるアミノ酸の前駆体が見つかった国立天文台野辺山の発見から、星の誕生と、生命の誕生の関係を考察して、イメージを絵画作品として発表する。
ワークショップによって、地域の小学生や福祉施設の生徒と共に、大規模な作品を共同制作することがある。その代表作の「川と川」は、アーケードのある商店街の天井に布が掲げられた作品である。青と黄色の絵の具で描かれた多様な花の集合が、つながって120mの川となる。
2009年に舞台美術として発表された、LEDによって生花を照らし光の色を有機的に変容させる作品が、黒川紀章の建築である志賀高原ロマン美術館でインスタレーションとして発表される。
北アルプス国際芸術祭2017に選出され、作品と星の区別がつかなくなる「花咲く星に」を発表する。
存在の確かさをもとに、いのちの素晴らしさを表現する。

## 活動

### 個展
- 2005年  市田邸
- 2014年  「青島左門 ほわほわ」若山美術館
- 2016年  「春宵に花たゆとう」 志賀高原ロマン美術館

### 主なグループ展
- 2007年/08年 「日韓現代美術交流展」（BankART Studio NYK／Moran Gallery,ソウル）
- 2010年〜2016年 「原始感覚美術祭」
- 2014年  「信濃大町 食とアートの廻廊」
- 2015年 「宇宙をみる眼」 志賀高原ロマン美術館 国立天文台野辺山でのアーティスト・イン・レジデンス
- 2017年 「北アルプス国際芸術祭」

### 舞台美術
- 2008年  『闇の奥の木羅』
- 2009年  『物と春/あめつちほしそ』(浜松城)
- 2010年  『イマージュオペラ>>ミトロジック<<「古の夜々の月」』（浜松城,文化庁助成）

### 出版
- 2008年  『おつきさますーやすや』（福音館書店）
- 2013年  『ほわほわ』（福音館書店）

### コレクション
- 志賀高原ロマン美術館
- 若山美術館
- 花園神社